# Brachytarsophrys
Brachytarsophrys är ett släkte av groddjur. Brachytarsophrys ingår i familjen Megophryidae.
Kladogram enligt Catalogue of Life:
| Brachytarsophrys | \| \| Brachytarsophrys carinense \| \| \| \| \| \| Brachytarsophrys chuannanensis \| \| \| \| \| \| Brachytarsophrys feae \| \| \| \| \| \| Brachytarsophrys intermedia \| \| \| \| \| \| Brachytarsophrys platyparietus \| \| \| \| |
|                  | \| \| Brachytarsophrys carinense \| \| \| \| \| \| Brachytarsophrys chuannanensis \| \| \| \| \| \| Brachytarsophrys feae \| \| \| \| \| \| Brachytarsophrys intermedia \| \| \| \| \| \| Brachytarsophrys platyparietus \| \| \| \| |
|                  | Borneophrys |
|                  | |
|                  | Leptobrachella |
|                  | |
|                  | Leptobrachium |
|                  | |
|                  | Leptolalax |
|                  | |
|                  | Megophrys |
|                  | |
|                  | Ophryophryne |
|                  | |
|                  | Oreolalax |
|                  | |
|                  | Scutiger |
|                  | |
|                  | Xenophrys |
|                  | |
|                  | Brachytarsophrys carinense |
|                  | |
|                  | Brachytarsophrys chuannanensis |
|                  | |
|                  | Brachytarsophrys feae |
|                  | |
|                  | Brachytarsophrys intermedia |
|                  | |
|                  | Brachytarsophrys platyparietus |
|                  | |

|  | Brachytarsophrys carinense     |
|  |                                |
|  | Brachytarsophrys chuannanensis |
|  |                                |
|  | Brachytarsophrys feae          |
|  |                                |
|  | Brachytarsophrys intermedia    |
|  |                                |
|  | Brachytarsophrys platyparietus |
|  |                                |